# Медаль «Адмирал Исаков» (Армения)
Медаль «Адмирал Исаков» — ведомственная награда Республики Армения.
Медалью «Адмирал Исаков» награждаются офицеры и прапорщики, имеющие значительный вклад в области строительства армии, боевой подготовки Вооружённых сил Армении и военно-патриотического воспитания, военнослужащие, проявившие личную смелость при защите границ Родины во время срочной службы, лица, имеющие значительный вклад в деле становления и укрепления Армянской армии.
Ходатайство на награждение медалью «Адмирал Исаков» представляют заместители министра обороны Армении, начальники управлений и отдельных отделов Министерства обороны и Генерального штаба ВС, командиры Армии обороны, армейских корпусов, воинских частей, директор Службы Национальной безопасности Армении и начальник полиции, начальник Управления чрезвычайных ситуаций при правительстве Армении, руководители министерств, ведомств, государственных, общественных организаций Армении. Ходатайства посылаются комиссии Министерству обороны по награждению правительственными наградами. Награждение медалью «Адмирал Исаков» осуществляется по приказу министра обороны Армении. Медалью «Адмирал Исаков» не награждаются посмертно.
Название медали происходит от имени советского военачальника, Адмирала Флота Советского Союза Ивана Исакова (Тер-Исаакян).
Закон «О медали „Адмирал Исаков“» действует с 27 августа 2004 года.

## См.также
- Награждённые медалью «Адмирал Исаков»